# Lista de partes da anatomia humana
Esta é uma lista com todos os nomes de partes anatómicas do corpo humano, tanto para homem como mulher.

## A
- Abdômen [1]
- Amígdala [1]
- Amígdala cerebelosa
- Alvéolo pulmonar [2]
- Antebraço [3]
- Ânus [1] [4]
- Apêndice [1] [5]
- Ápice da bexiga
- Aponeurose
- Aracnoide [6]
- Área de Wernicke
- Artérias [1] [7]
  - Artéria aorta [7]
    - Aorta ascendente
    - Aorta descendente
      - Aorta abdominal
      - Aorta torácica

  - Artéria axilar
  - Artéria cerebral anterior
  - Artéria cerebral média
  - Artéria cerebral posterior
  - Artérias coronárias
    - Artéria coronária direita
    - Artéria coronária esquerda

  - Artéria esplênica
  - Artéria lingual
  - Artéria profunda do pênis [8]
  - Artéria pulmonar [7]
  - Artéria renal [9]
  - Artéria subclávia
  - Artéria suprarrenal inferior
  - Artéria suprarrenal média
  - Artéria suprarrenal superior
  - Artéria vertebral
- Arteríolas [7]
  - Arteríola aferente [9]
  - Arteríola eferente [9]
- Articulações
- Aurículas [7]
  - Aurícula direita [7]
  - Aurícula esquerda [7]
- Axilas

## B
- Bacia [10]
- Baço [10]
- Barba [10]
- Barriga [10]
- Bexiga [9] [10] [11]
- Bigode
- Boca [10] [12]
- Bochechas [10]
- Braços [10]
- Brônquios [2]
- Bronquíolos [2]
- Bulbo raquidiano [13]

## C
- Cabelo [14]
- Cabeça [14]
- Caixa torácica
- Calcanhar [14]
- Cálice maior [15]
- Cálice menor [15]
- Canal auditivo
- Canais semicirculares [16]
- Canela [14]
- Capilares linfáticos
- Capilares sanguíneos [7]
- Cápsula articular
- Cápsula de Bowman [9]
- Cápsula renal [9]
- Cárdia [17]
- Ceco / Cego [5]
- Cerebelo [13] [14]
- Cérebro [13]
  - Hemisfério direito [13]
  - Hemisfério esquerdo [13]
- Cérvix [11]
- Cílios [14]
- Cintura [14]
- Clítoris [11]
- Cóccix
- Cóclea [16]
- Cólon [12] [5]
  - Cólon ascendente [5]
  - Cólon descendente [5]
  - Cólon sigmoide [5]
  - Cólon transverso [5]
- Coluna vertebral [14] [13]
- Coração [7] [14]
- Cordas vocais
- Córnea [18]
- Corpo ciliar [19]
- Corpúsculo renal [9]
- Córtex cerebral [20]
- Córtex renal [9]
- Costas [14]
- Cotovelo [3] [14]
- Coxa [14]
- Couro cabeludo
- Cristalino [18]

## D
- Dedos [21]
  - Dedos da mão
  - Dedos do pé
- Dentes [21] [22]
  - Caninos [22]
  - Incisivos [22]
  - Molares [22]
  - Pré-molares [22]
- Derme [23]
- Diafragma [21]
- Dorsal [21]
- Dorso da mão
- Ducto cístico [24]
- Ducto colédoco [24]
- Ducto deferente [11]
- Ducto ejaculatório
- Ducto hepático comum [24]
- Duodeno [17]
- Dura-máter [6]

## E
- Endocárdio [7]
- Esfíncter [17]
- Esclera [18]
- Escroto [11] [25]
- Esqueleto [25]
- Esterno
- Estômago [25]
- Esófago [12] [25]
- Epiderme [23] [25]
- Epidídimo [11]
- Epiglote [22]
- Exoderme

## F
- Falanges [26]
  - Falanges da mão
    - Falanges distais
    - Falanges médias
    - Falanges proximais
    - Metacarpo
    - Carpo

  - Falanges do pé
- Face [26]
- Faringe [12] [2] [26]
- Filtro labial
- Fossas nasais [2]
- Fêmures [26]
- Fígado [12] [26]
- Folículo piloso [23]
- Fóvea [19]
- Frênulo da língua
- Frênulo prepucial

## G
- Garganta [27]
- Gengivas [27]
- Glabela
- Glande [8]
- Glote
- Glândulas
  - Glândula endócrina
  - Glândula gástrica
  - Glândulas salivares [12]
  - Glândula salivar menor [12]
  - Glândula sebácea [23]
  - Glândula sudorípara [23]
  - Glândula suprarrenal [15]
- Gordura

## H
- Hélice [16]
- Hilo pulmonar [28] [29]
- Hilo renal [9]
- Hímen [30]
- Hipocampo
- Hipoderme [23]
- Hipófise [30]
- Hipotálamo [13] [30]
- Humor aquoso [19]
- Humor vítreo [18]

## I
- Íleo [12] [31]
- Intestino delgado [12] [31]
- Intestino grosso [12] [31]
- Íris [18] [31]

## J
- Jejuno [12] [32]
- Joelho [32]
- Jugular [32]

## L
- Lábios [33]
  - Lábio inferior [22]
  - Lábio superior [22]
- Lábios [11]
  - Grandes lábios [11]
  - Pequenos lábios [11]
- Laringe [2] [33]
- Laringofaringe [34]
- Ligamentos [33]
  - Ligamento amarelo
  - Ligamento cruzado anterior [33]
  - Ligamento cruzado posterior [33]
- Língua [12] [33]
- Linfonodo [35]
- Lobos [29]
  - Lobo inferior [29]
  - Lobo médio [29]
  - Lobo superior [29]
- Lóbulo da orelha [16] [33]

## M
- Maçãs do Rosto[36]
- Mamas (Seios) [37]
- Mamilos [36]
- Mandíbula
- Maxilar
- Mãos [36]
- Meato nasal
- Meato ureteral
- Medula espinhal [13]
- Medula óssea [36]
- Medula renal [9]
- Meninge [6]
- Meniscos [33]
  - Menisco lateral [33]
  - Menisco medial [33]
- Mesentério
- Metarteríola
- Microvilosidades [28]
- Miocárdio [7] [36]
- Músculos [36]

## N
- Nádegas [38]
- Narinas [38]
- Nariz [38]
- Nasofaringe [2] [34]
- Nefrónio[39]
- Nervos [38]
  - Nervos axilares
  - Nervos cranianos [13]
  - Nervos espinhais [13]
  - Nervos ópticos [18]
  - Nervos vestibulococleares [16]
- Nuca [38]

## O
- Olhos [40]
- Ombros [40]
- Orelhas / Ouvidos [16] [40]
  - Ouvido externo [16]
  - Ouvido interno [16]
  - Ouvido médio [16]
- Orifício interno da uretra [11]
- Orifício atrioventricular direito [7]
- Orifício atrioventricular esquerdo [7]
- Orofaringe [2] [34]
- Ossos [40]
- Ovários [11] [40]

## P
- Palato [22]
  - Palato duro [22]
  - Palato mole [22]
- Palmas [41]
- Pálpebras [41]
- Pâncreas [12]
- Panturrilha
- Peito [41]
- Peito do pé
- Pele [41]
- Pelos [41]
  - Pelos abdominais
  - Pelos faciais
  - Pelos peitorais
  - Pelos púbicos
- Pelve renal [9]
- Pênis [8] [11]
- Pericárdio [7]
- Períneo
- Periocular
- Periósteo
- Pernas [41]
- Pés [41]
- Pescoço [41]
- Pestanas
- Pia-máter [6]
- Piloro [17]
- Pituitária
- Placentas
- Planta do pé [37]
- Pleura [2] [29]
- Pomo de adão
- Ponto cego
- Prepúcio [8]
- Próstata [11] [41]
- Pulmões [2] [41]
  - Pulmão direito
  - Pulmão esquerdo
- Punho / Pulso [41]
- Pupilas [18] [41]

## Q
- Queixo [42]
- Quiasma óptico

## R
- Rafe perineal
- Retinas [18]
- Reto [4] [5]
- Rins [9] [43]
- Rosto [43]

## S
- Seio coronário
- Seio renal
- Septo atrioventricular [44]
- Septo interatrial [44]
- Septo interventricular [44]
- Septo nasal
- Sacro
- Sinus
- Sobrancelhas [37]

## T
- Tálamo [13]
- Tecidos
  - Tecido muscular
  - Tecido nervoso [13]
  - Tecido ósseo
- Tendões [45]
  - Tendão calcâneo
- Testa [45]
- Testículos [11] [45]
- Tímpano [16] [45]
- Tiroide [45]
- Tonsila [34]
- Tórax [45]
- Tornozelo [45]
- Torso [45]
- Traqueia [2] [45]
- Trígono anal
- Trígono da bexiga
- Trígono femoral
- Tronco [45]
- Tronco cerebral
- Trompas de Falópio [11]
- Tuba auditiva [16]

## U
- Umbigo [46]
- Unhas [23] [46]
- Uretra [9] [11] [46]
  - Uretra esponjosa [46]
  - Uretra membranosa [46]
  - Uretra pré-prostática
  - Uretra prostática [46]
- Ureteres [9] [46]
- Útero [11] [46]
- Utrículo prostático
- Úvea
- Úvula [22]

## V
- Vagina [11] [47]
- Válvulas cardíacas [48]
  - Válvula aórtica [48]
  - Válvula do seio coronário
  - Válvula mitral [48]
  - Válvula pulmonar [48]
  - Válvula tricúspide [48]
- Válvula conivente
- Variz
- Vasos linfáticos [35]
- Vasos sanguíneos [7] [47]
- Veias [7] [47]
  - Veia axilar
  - Veias cava
    - Veia cava inferior
    - Veia cava superior [7]

  - Veias cerebrais inferiores
  - Veia cerebral média
  - Veias cerebrais superiores
  - Veia coronária
  - Veia dorsal profunda do pênis [8]
  - Veia esplênica
  - Veias linguais
  - Veia pulmonar [7]
  - Veia renal [9]
  - Veia subclávia
  - Veia suprarrenal
  - Veia vertebral
- Ventrículos [7]
  - Ventrículo direito [7]
  - Ventrículo esquerdo [7]
- Vénulas [7]
- Vilosidades intestinais [28]
- Virilha [47]
- Vesícula biliar [12] [47]
- Vesícula seminal [11]
- Vulva [11] [47]